# Мольоха, Фелипе
Фелипе Мольоха Баэс (исп. Felipe Molloja Báez; родился 23 августа 1956 года) — боливийский профсоюзный и политический деятель, избранный по партийному списку в Палату депутатов от Потоси на 2010—2015 годы. Выросший в бедной сельской семье, Мольоха сумел выбиться через профсоюзные структуры провинции Омисте на руководящие должности в различных локальных, провинциальных и региональных крестьянских союзах. В 1999 году он вступил в ряды недавно основанного «Движения без страха», в рядах которого боролся за пост мэра Вильясона в 2004 году, заняв второе место и получив место в муниципальном совете. На всеобщих выборах 2009 года в рамках альянса своей партии с «Движением к социализму» Мольоха был избран представителем Потоси в Палате депутатов. Через несколько месяцев после прихода к власти «Движение без страха» разошлось с правящей партией, и Мольоха с товарищами сформировал небольшую отколовшуюся фракцию в нижней палате.

## Ранние годы и профсоюзная стезя
Фелипе Мольоха родился 23 августа 1956 года в крестьянской семье Крисостомо Мольохи и Фиделы Баэс из сельской общины Чипиуайко в провинции Омисте на юге Потоси. Фелипе провёл свое детство в бедности, проучившись до пятого класса — конечного уровня образования для большинства учащихся в регионе — после чего ему пришлось бросил школу, чтобы посвятить себя выпасу коз. Он пополнил ряды профсоюзной структуры южного Потоси, присоединившись к местному сельскохозяйственном синдикату и проработав его секретарем в 1983—1984 годах. В 1986 году Мольоха был назначен коррехидором кантона Чипиуайко, что было самой важной политической должностью в его айлью.
Примерно в это же время Мольоха стал активным членом Крестьянского центра провинции Омисте, занимая должность его генерального секретаря с 1989 по 1993 год. Одновременно он занял руководящую должность исполнительного секретаря Крестьянской федерации Южного Потоси с 1991 по 1993 год. Участие Мольохи в местных крестьянских профсоюзах открыло возможности для его входа в политику, особенно после принятия Закона о народном участии, предоставлявшего организациям гражданского общества расширенные возможности для сотрудничества и контроля над местными властями. Одним из таких контролирующих органов был Комитет бдительности Вильясона, вице-президентом которого Мольоха был с 1998 по 2000 год в качестве секретаря по связям Крестьянского центра Омисте.

## Политическая карьера
Изначально бывший членом Революционного националистического движения, Мольоха в конце XX века разочаровался в этой партии. В 1999 году он присоединился к «Интеграционному движению», местной гражданской группе, связанной с недавно основанным «Движением без страха» (MSM), вместе с которым оно участвовало в муниципальных выборах того же года в Вильясоне. В этом избирательном цикле партия получила большинство голосов, а Мольоха занял должность государственного чиновника в муниципальном правительстве с 2000 по 2003 год. В следующем году он баллотировался на пост мэра, но занял второе место, хотя и получил место в муниципальном совете Вильясона.
В 2009 году в рамках альянса «Движения без страха» и «Движения к социализму» (MAS) Мольоха был приглашён побороться за место в Палате депутатов. Хотя первоначально он отклонил это предложение, нацелившись на матч-реванш за пост мэра Вильясона, Мольоху убедили принять эту кандидатуру. Он был одним из четырех депутатов MSM, избранных по парламентскому списку MAS в 2009 году, и единственным из них, кто не представлял департамент Ла-Пас. Вместе со своими коллегами по MSM Мольоха вошёл в пятую фракцию Палаты депутатов, которая отделилась от MAS после разрыва их совместного альянса. Мольоха провёл свой срок в различных комитетах Комиссии по региону Амазонки, земле, воде, природным ресурсам и окружающей среде, разрабатывая законопроекты, направленные на развитие сельскохозяйственного сектора Потоси и водной инфраструктуры. Хотя MSM представило свой собственный список кандидатов на всеобщих выборах 2014 года, Мольоха не выдвигался на переизбрание.